# Маджідабад (Хондаб)
Маджідабад (перс. مجيداباد) — село в Ірані, у дегестані Дегчаль, у Центральному бахші, шагрестані Хондаб остану Марказі. За даними перепису 2006 року, його населення становило 215 осіб, що проживали у складі 47 сімей.

## Клімат
Середня річна температура становить 12,48 °C, середня максимальна – 32,22 °C, а середня мінімальна – -10,25 °C. Середня річна кількість опадів – 288 мм.
| Клімат поселення                              | Клімат поселення | Клімат поселення | Клімат поселення | Клімат поселення | Клімат поселення | Клімат поселення | Клімат поселення | Клімат поселення | Клімат поселення | Клімат поселення | Клімат поселення | Клімат поселення | Клімат поселення |
| Показник                                      | Січ.             | Лют.             | Бер.             | Квіт.            | Трав.            | Черв.            | Лип.             | Серп.            | Вер.             | Жовт.            | Лист.            | Груд.            |                  |
| Середній максимум, °C                         | 8,03             | 10,58            | 14,91            | 19,92            | 24,65            | 30,94            | 32,22            | 31,44            | 26,40            | 20,98            | 14,45            | 8,66             |                  |
| Середня температура, °C                       | −1,11            | 1,45             | 5,77             | 10,79            | 15,50            | 21,81            | 25,79            | 24,99            | 19,96            | 14,53            | 8,03             | 2,23             |                  |
| Середній мінімум, °C                          | −10,25           | −7,7             | −3,37            | 1,64             | 6,37             | 12,67            | 19,38            | 18,56            | 13,51            | 8,11             | 1,59             | −4,2             |                  |
| Норма опадів, мм                              | 46               | 35               | 49               | 39               | 36               | 8                | 0                | 1                | 1                | 7                | 25               | 41               |                  |
| Середньомісячна швидкість вітру, м/с          | 2.06             | 2.08             | 3.26             | 3.32             | 2.78             | 2.66             | 2.72             | 2.61             | 2.40             | 2.30             | 1.92             | 2.09             |                  |
| Середньомісячна сонячна радіація, кДж/м²·день | 8669             | 12049            | 14486            | 17985            | 22192            | 26880            | 25873            | 23930            | 20754            | 15231            | 10764            | 8607             |                  |
| --------------------------------------------- | ---------------- | ---------------- | ---------------- | ---------------- | ---------------- | ---------------- | ---------------- | ---------------- | ---------------- | ---------------- | ---------------- | ---------------- | ---------------- |
| Джерело:                                      |                  |                  |                  |                  |                  |                  |                  |                  |                  |                  |                  |                  |                  |